# 1992-es afrikai nemzetek kupája
1992-ben került megrendezésre a 18. afrikai nemzetek kupája. A házigazda Szenegál volt, a viadalnak két város adott otthont. A végső győzelmet Elefántcsontpart válogatottja szerezte meg, az együttes a döntőben Ghána csapatát múlta felül 0-0-s döntetlent követően tizenegyespárbajban 11-10 arányban.

## Helyszínek
| Város      | Stadion                    | Befogadóképesség |
| ---------- | -------------------------- | ---------------- |
| Dakar      | Leopold Senghor Stadion    | 60,000           |
| Ziguinchor | Aline Sitoe Diatta Stadion | 10,000           |

## Selejtezők
Az Afrikai Labdarúgó-szövetség 37 tagja nevezett a kontinensviadalra, ezek közül három csapat még a selejtezők megkezdése előtt visszalépett. A válogatottakat nyolc csoportba sorsolták, ahonnan tíz csapat kvalifikálta magát a kontinensviadalra. Selejtezők nélkül jutott ki a kontinenstornára a házigazda Szenegál valamint a címvédő, Algéria.

## Részt vevő csapatok
| - Algéria (címvédő) - Egyiptom - Elefántcsontpart - Ghána - Kamerun - Kenya | - Kongó - Kongói DK - Marokkó - Nigéria - Szenegál (házigazda) - Zambia |  |

## Játékvezetők
| Afrika - Rachid Medjiba - Kadry Abdelazim - Zeli Sinko - P-A. Mounguegui - Alhagi Faye - Badara Sène - Omer Yengo - Idrissa Sarr - Lim Kee Chong - Naciri Abdelali | Afrika (folyt.) - Rafhidi Ali - M. Hounnake-Kouassi - Nezsi Zsujni - Christopher Musaabi Ázsia - Kiichiro Tachi - Nizar Watti |

## Eredmények

### Csoportkör

#### A csoport
| Csapat   | M | Gy | D | V | Rg | Kg | Gk | P |
| -------- | - | -- | - | - | -- | -- | -- | - |
| Nigéria  | 2 | 2  | 0 | 0 | 4  | 2  | +2 | 4 |
| Szenegál | 2 | 1  | 0 | 1 | 4  | 2  | +2 | 2 |
| Kenya    | 2 | 0  | 0 | 2 | 1  | 5  | -4 | 0 |

| 1992. január 12. |

| Nigéria              | 2–1   | Szenegál    |
| -------------------- | ----- | ----------- |
| Siasia 16' Keshi 89' | (1–1) | Bocande 36' |

| Leopold Senghor Stadion, Dakar Nézőszám: 60 000 Játékvezető: Nizar Watti (Szíria) |

| 1992. január 14. |

| Nigéria       | 2–1   | Kenya                |
| ------------- | ----- | -------------------- |
| Yekini 7' 15' | (2–0) | Weche 89' (11-esből) |

| Leopold Senghor Stadion, Dakar Nézőszám: 5 000 Játékvezető: Kadry Abdelazim (Egyiptom) |

| 1992. január 16. |

| Szenegál                        | 3–0   | Kenya |
| ------------------------------- | ----- | ----- |
| Sane 46' Bocande 68' Diagne 89' | (0–0) |       |

| Leopold Senghor Stadion, Dakar Nézőszám: 50 000 Játékvezető: Yenog Omar (Kongó) |

#### B csoport
| Csapat    | M | Gy | D | V | Rg | Kg | Gk | P |
| --------- | - | -- | - | - | -- | -- | -- | - |
| Kamerun   | 2 | 1  | 1 | 0 | 2  | 1  | +1 | 3 |
| Kongói DK | 2 | 0  | 2 | 0 | 2  | 2  | 0  | 2 |
| Marokkó   | 2 | 0  | 1 | 1 | 1  | 2  | -1 | 1 |

| 1992. január 12. |

| Kamerun        | 1–0   | Marokkó |
| -------------- | ----- | ------- |
| Kana-Biyik 23' | (1–0) |         |

| Leopold Senghor Stadion, Dakar Nézőszám: 60 000 Játékvezető: Lim Kee Chong (Mauritius) |

| 1992. január 14. |

| Marokkó   | 1–1   | Kongói DK |
| --------- | ----- | --------- |
| Rokbi 89' | (0–0) | Kana 88'  |

| Leopold Senghor Stadion, Dakar Nézőszám: 5 000 Játékvezető: Nezsi Zsujni (Tunézia) |

| 1992. január 16. |

| Kamerun        | 1–1   | Kongói DK |
| -------------- | ----- | --------- |
| Oman-Biyik 15' | (1–1) | Tueba 1'  |

| Leopold Senghor Stadion, Dakar Nézőszám: 10 000 Játékvezető: Rachid Medjiba (Algéria) |

#### C csoport
| Csapat           | M | Gy | D | V | Rg | Kg | Gk | P |
| ---------------- | - | -- | - | - | -- | -- | -- | - |
| Elefántcsontpart | 2 | 1  | 1 | 0 | 3  | 0  | +2 | 3 |
| Kongó            | 2 | 0  | 2 | 0 | 1  | 1  | 0  | 2 |
| Algéria          | 2 | 0  | 1 | 1 | 1  | 4  | -3 | 1 |

| 1992. január 13. |

| Elefántcsontpart                   | 3–0   | Algéria |
| ---------------------------------- | ----- | ------- |
| A. Traoré 14' Fofana 25' Tiéhi 89' | (2–0) |         |

| Aline Sitoe Diatta Stadion, Ziguinchor Nézőszám: 5 000 Játékvezető: M. Hounnake-Kouassi (Togo) |

| 1992. január 15. |

| Elefántcsontpart | 0–0   | Kongó |
| ---------------- | ----- | ----- |
|                  | (0–0) |       |

| Aline Sitoe Diatta Stadion, Ziguinchor Nézőszám: 5 000 Játékvezető: Rafhidi Ali (Tanzánia) |

| 1992. január 17. |

| Algéria     | 1–1   | Kongó       |
| ----------- | ----- | ----------- |
| Bouiche 44' | (1–1) | Tchibota 6' |

| Aline Sitoe Diatta Stadion, Ziguinchor Nézőszám: 5 000 Játékvezető: Christopher Musaabi (Uganda) |

#### D csoport
| Csapat   | M | Gy | D | V | Rg | Kg | Gk | P |
| -------- | - | -- | - | - | -- | -- | -- | - |
| Ghána    | 2 | 2  | 0 | 0 | 2  | 0  | +2 | 4 |
| Zambia   | 2 | 1  | 0 | 1 | 1  | 1  | 0  | 2 |
| Egyiptom | 2 | 0  | 0 | 2 | 0  | 2  | -2 | 0 |

| 1992. január 13. |

| Zambia     | 1–0   | Egyiptom |
| ---------- | ----- | -------- |
| Bwalya 61' | (0–0) |          |

| Aline Sitoe Diatta Stadion, Ziguinchor Nézőszám: 5 000 Játékvezető: Badara Sène (Szenegál) |

| 1992. január 15. |

| Ghána          | 1–0   | Zambia |
| -------------- | ----- | ------ |
| Abedi Pelé 64' | (0–0) |        |

| Aline Sitoe Diatta Stadion, Ziguinchor Nézőszám: 5 000 Játékvezető: Naciri Abdelali (Marokkó) |

| 1992. január 17. |

| Ghána      | 1–0   | Egyiptom |
| ---------- | ----- | -------- |
| Yeboah 89' | (0–0) |          |

| Aline Sitoe Diatta Stadion, Ziguinchor Nézőszám: 5 000 Játékvezető: Kiichiro Tachi (Japán) |

### Egyenes kieséses szakasz
|  |                    |                  |                    |                    |        |           |                    |                    |                    |                    |               |       |       |
|  | Negyeddöntők       | Negyeddöntők     | Negyeddöntők       |                    |        | Elődöntők | Elődöntők          | Elődöntők          |                    |                    | Döntő         | Döntő | Döntő |
|  | Negyeddöntők       | Negyeddöntők     | Negyeddöntők       |                    |        | Elődöntők | Elődöntők          | Elődöntők          |                    |                    | Döntő         | Döntő | Döntő |
|  | január 19. – Dakar |                  |                    |                    |        |           |                    |                    |                    |                    |               |       |       |
|  |                    |                  |                    |                    |        |           |                    |                    |                    |                    |               |       |       |
|  | A1                 | Nigéria          | 1                  |                    |        |           |                    |                    |                    |                    |               |       |       |
|  | A1                 | Nigéria          | 1                  | január 23. – Dakar |        |           |                    |                    |                    |                    |               |       |       |
|  | B2                 | Kongói DK        | 0                  |                    |        |           |                    |                    |                    |                    |               |       |       |
|  | B2                 | Kongói DK        | 0                  |                    |        | Nigéria   | Nigéria            | 1                  |                    |                    |               |       |       |
|  | január 20. – Dakar |                  |                    |                    |        | Nigéria   | Nigéria            | 1                  |                    |                    |               |       |       |
|  |                    |                  | Ghána              | Ghána              | 2      |           |                    |                    |                    |                    |               |       |       |
|  | D1                 | Ghána            | Ghána              | Ghána              | 2      | 2         |                    |                    |                    |                    |               |       |       |
|  | D1                 | Ghána            |                    |                    |        | 2         | január 26. – Dakar |                    |                    |                    |               |       |       |
|  | C2                 | Kongó            | 1                  |                    |        |           |                    |                    |                    |                    |               |       |       |
|  | C2                 | Kongó            | 1                  |                    |        | Ghána     | Ghána              | 0 (10)             |                    |                    |               |       |       |
|  | január 19. – Dakar |                  |                    |                    |        | Ghána     | Ghána              | 0 (10)             |                    |                    |               |       |       |
|  |                    |                  | Elefántcsontpart   | Elefántcsontpart   | 0 (11) |           |                    |                    |                    |                    |               |       |       |
|  | B1                 | Kamerun          | Elefántcsontpart   | Elefántcsontpart   | 0 (11) | 1         |                    |                    |                    |                    |               |       |       |
|  | B1                 | Kamerun          | január 23. – Dakar |                    |        | 1         |                    |                    |                    |                    |               |       |       |
|  | A2                 | Szenegál         | 0                  |                    |        |           |                    |                    |                    |                    |               |       |       |
|  | A2                 | Szenegál         | 0                  |                    |        | Kamerun   | Kamerun            | 0 (1)              | Bronzmérkőzés      | Bronzmérkőzés      | Bronzmérkőzés |       |       |
|  | január 20. – Dakar |                  |                    |                    |        | Kamerun   | Kamerun            | 0 (1)              | Bronzmérkőzés      | Bronzmérkőzés      | Bronzmérkőzés |       |       |
|  |                    |                  | Elefántcsontpart   | Elefántcsontpart   | 0 (3)  |           |                    | január 25. – Dakar | január 25. – Dakar | január 25. – Dakar |               |       |       |
|  | C1                 | Elefántcsontpart | Elefántcsontpart   | Elefántcsontpart   | 0 (3)  | 1         |                    | január 25. – Dakar | január 25. – Dakar | január 25. – Dakar |               |       |       |
|  | C1                 | Elefántcsontpart |                    |                    |        |           |                    | Nigéria            | Nigéria            | 2                  |               |       |       |
|  | D2                 | Zambia           | 0                  |                    |        |           |                    | Nigéria            | Nigéria            | 2                  |               |       |       |
|  | D2                 | Zambia           | 0                  |                    |        | Kamerun   | Kamerun            | 1                  |                    |                    |               |       |       |
|  |                    |                  |                    |                    |        | Kamerun   | Kamerun            | 1                  |                    |                    |               |       |       |

#### Negyeddöntők
| 1992. január 19. |

| Nigéria    | 1–0   | Kongói DK |
| ---------- | ----- | --------- |
| Yekini 22' | (1–0) |           |

| Leopold Senghor Stadion, Dakar Nézőszám: 10 000 Játékvezető: Idrissa Sarr (Mauritánia) |

| 1992. január 19. |

| Kamerun     | 1–0   | Szenegál |
| ----------- | ----- | -------- |
| Ebongue 22' | (1–0) |          |

| Leopold Senghor Stadion, Dakar Nézőszám: 35 000 Játékvezető: Kiichiro Tachi (Japán) |

| 1992. január 20. |

| Elefántcsontpart | 1–0 (h.u.)   | Zambia |
| ---------------- | ------------ | ------ |
| Sié 94'          | (0 - 0, 1–0) |        |

| Leopold Senghor Stadion, Dakar Nézőszám: 3 000 Játékvezető: P-A. Mounguegui (Gabon) |

| 1992. január 20. |

| Ghána               | 2–1     | Kongó        |
| ------------------- | ------- | ------------ |
| Yeboah 29' Pelé 57' | (1 - 0) | Tchibota 52' |

| Leopold Senghor Stadion, Dakar Nézőszám: 15 000 Játékvezető: Alhagi Faye (Gambia) |

#### Elődöntők
| 1992. január 23. |

| Ghána                      | 2–1     | Nigéria     |
| -------------------------- | ------- | ----------- |
| Pelé 43' Prince Polley 54' | (1 - 1) | Adepoju 11' |

| Leopold Senghor Stadion, Dakar Nézőszám: 30 000 Játékvezető: Nezsi Zsujni (Tunézia) |

| 1992. január 23. |

| Kamerun | 0–0          | Elefántcsontpart |
| ------- | ------------ | ---------------- |
|         | (0 – 0, 0–0) |                  |

| Leopold Senghor Stadion, Dakar Nézőszám: 35 000 Játékvezető: Lim Kee Chong (Mauritius) |

|                                  |     | 11-esekkel                      |  |
| Makanaky Ebwelle Oman-Biyik Bell | 1-3 | Sekana M. Traoré Yago A. Traoré |  |

#### 3. helyért
| 1992. január 25. |

| Nigéria             | 2–1     | Kamerun     |
| ------------------- | ------- | ----------- |
| Ekpo 75' Yekini 88' | (0 - 0) | Maboang 85' |

| Leopold Senghor Stadion, Dakar Nézőszám: 2 000 Játékvezető: Zeli Sinko (Elefántcsontpart) |

#### Döntő
| 1992. január 26. |

| Elefántcsontpart | 0–0          | Ghána |
| ---------------- | ------------ | ----- |
|                  | (0 – 0, 0–0) |       |

| Leopold Senghor Stadion, Dakar Nézőszám: 47 500 Játékvezető: Badara Sène (Szenegál) |

|                                                                                 |       | 11-esekkel                                                                      |  |
| Aka Hobou Sekana M. Traoré Tiéhi Gadji-Cel Kouadio Aboua Maguy Sié Gouamené Aka | 11-10 | Baffoe Lamptey Naawu Asara Yeboah Mensah Armah Aborah Ampeah Opuko Ansah Baffoe |  |

| 1992-es afrikai nemzetek kupája bajnoka: |
| ---------------------------------------- |
| ELEFÁNTCSONTPART 1. cím                  |

## Gólszerzők
| 4 gól - Rashidi Yekini 3 gól - Abedi Pelé 2 gól - Pierre Tchibota - Anthony Yeboah - Jules Bocandé | 1 gól - Nasser Bouiche - Érnest Ebongué - André Kana-Biyik - François Omam-Biyik - Emmanuel Maboang - Youssouf Fofana - Donald Olivier Sié - Joël Tiehi - Abdoulaye Traoré - Prince Polley | - Micky Weche - Said Rokbi - Mutiu Adepoju - Friday Ekpo - Stephen Keshi - Samson Siasia - Victor Diagne - Souleymane Sané - Ngole Kana - Menayame Tueba - Kalusha Bwalya |

## Külső hivatkozások
- Részletek az RSSSF.com-on